# ريان إم. بيتس
ريان إم. بيتس (بالإنجليزية: Ryan M. Pitts)‏ هو عسكري أمريكي، ولد في 1 أكتوبر 1985 في لوويل في الولايات المتحدة.